# Telemachos

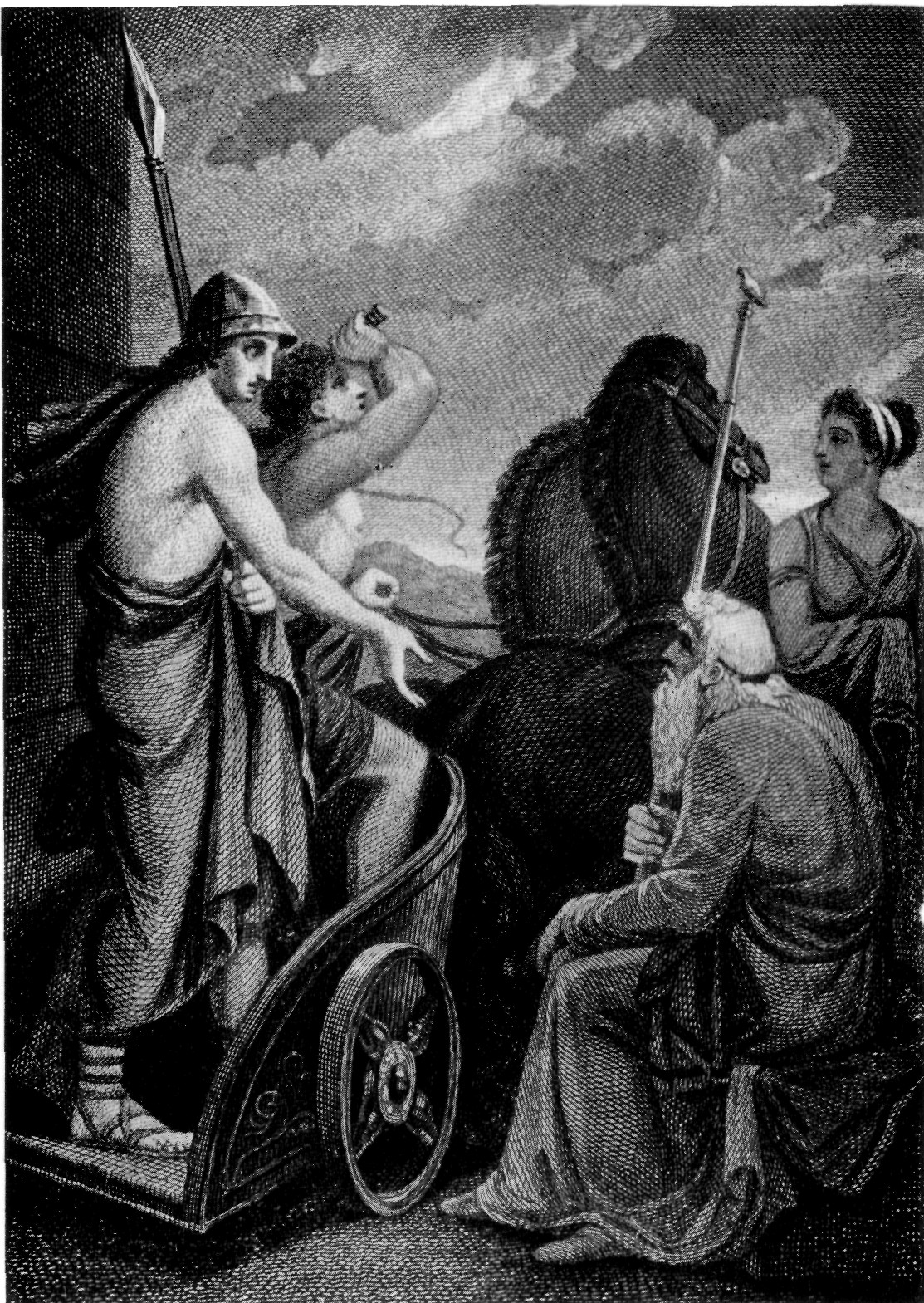
Målning av Henry Howard.

Telemachos (uttalas [telémakåss]) var i grekisk mytologi son till Odysseus och Penelope.
Han var spädbarn när Odysseus gav sig ut i Trojanska kriget. När han vuxit upp gör han en resa till Pylos och Sparta tillsammans med Mentor för att få underrättelser om sin far som alla tror är död. Efter Odyssevs hemkomst hjälper han sin far att döda Penelopes friare. Han beskrivs i Odysseen som en klok och modig ung man.